# Malkepige
En malkepige er betegnelsen for en kvinde, oftest ung pige, der stod for malkningen af en gårds køer. Malkepigers arbejde bliver i moderne landbrug normalt foretaget af malkemaskiner.

## Kulturelle referencer
- Den hollandske maler Johannes Vermeer har lavet et berømt maleri som kaldes "Mælkepigen" (ca. 1658). Nu på nationalmuseet i Amsterdam. En anden hollandsk maler Aelbert Cuyp lavede tegningen også kendt som "Malkepigen" (ca. 1640 – 1650).
- Den spanske maler Goya har malet i 1827 et billede "Malkepigen fra Bordeaux". Nu i Museo del Prado i Madrid.
- Den norske maler Gerhard Munthe har malet et nationalromantisk maleri kaldet "Malkepigen" (1890).
- Den russiske skulptør Pavel Sokolov har lavet en stenskulptur kaldet "Malkepigen med den ødelagte spand". Nu i Katrineparken i Katrinepaladset, Sankt Petersborg.
- I den franske by Saint-Lô står en bronzestatue af Arthur Le Duc fra året 1888 kaldet "Malkepigen fra Normadiet".
- En af Æsops fabler kaldes: "Malkepigen og hendes spand".
- Den engelske dronning Elizabeth I udtalte i 1554 da hun som prinsesse var sat i fængsel at: "Den malkepiges liv er bedre end mit, og hendes liv er gladere.", om en malkepige hun hørte synge mens hun malkede.

## Galleri
- Malkepigen, af Johannes Vermeer, ca. 1658
- Malkepige
- Malkepigen, af Arthur Le Duc, Saint-Lô
- Malkepige
- En malkepige af Otto Bache, 1876.[1] 
Foto:  Nivaagaard Malerisamling